# 1510 Charlois
1510 Charlois è un asteroide della fascia principale del diametro medio di circa 23,8 km. Scoperto nel 1939, presenta un'orbita caratterizzata da un semiasse maggiore pari a 2,6699998 UA e da un'eccentricità di 0,1501567, inclinata di 11,84030° rispetto all'eclittica.
L'asteroide è dedicato all'astronomo francese Auguste Charlois.